# Classicismo (musica)
Nella storia della musica, il classicismo, detto anche periodo classico o epoca classica, è il periodo che si colloca fra il barocco e il romanticismo, avvenuti maggiormente in Francia e nei dintorni, nella seconda metà del Settecento, con appendice nella prima parte dell'Ottocento.
Il polo del movimento classicista è in particolare Vienna (tanto che si parla di Classicismo viennese o Wiener Klassik), città dove operavano Franz Joseph Haydn, Wolfgang Amadeus Mozart e Ludwig van Beethoven, i tre più grandi protagonisti della stagione classicista.

## Caratteristiche
La stagione del classicismo musicale si colloca tra il 1750 e il 1810 e presenta caratteri analoghi a quelli del neoclassicismo nelle arti figurative, quali la ricerca della linearità e il gusto delle simmetrie.
L'estetica del classicismo è caratterizzata da una forte razionalizzazione del discorso, dal tentativo di istituire un equilibrio tra le parti della composizione e dall'adozione di regole rigorose. Il tipico esempio è l'introduzione dello schema formale noto come forma-sonata, particolare struttura basata sulla dialettica tra due temi e articolata in tre parti (da qui il nome bitematica tripartita): esposizione, sviluppo e ripresa.
In questo periodo si distingue l'opera lirica:
- l'opera seria raffigurava principalmente la storia e la mitologia;
- l'intermezzo e l'opera buffa rappresentavano solitamente scene di vita quotidiana ispirate alla commedia dell'arte (l'interprete, oltre a saper cantare, doveva anche saper recitare);
- il singspiel era l'opera comica di lingua tedesca;
- la tragédie lyrique e l'opéra-ballet erano le opere serie di lingua francese;
- la opéra-comique era l'opera comica di lingua francese;
- la zarzuela era l'opera comica di lingua spagnola;
- la semi-opera era l'opera seria di lingua inglese;
- la ballad opera era l'opera comica di lingua inglese.

È durante il classicismo che si afferma l'orchestra sinfonica modernamente intesa, che comprende le seguenti sezioni: archi (violini, viole, violoncelli e contrabbassi); legni (flauti, oboi, clarinetti, fagotti) ottoni (corni, trombe e tromboni); arpa; percussioni (timpani). Inoltre il clavicembalo è progressivamente sostituito dal pianoforte, in cui il controllo delle dinamiche consente una maggiore resa espressiva.
Nella musica strumentale si sviluppano i generi della sinfonia, del concerto, del quartetto d'archi e della sonata.

## Protagonisti
Oltre ai tre grandi protagonisti di quest'epoca (Haydn, Mozart e Beethoven, sopra citati), anche questi furono strettamente legati alla musica e furono protagonisti dell'epoca classica. Essi furono: Christoph Willibald Gluck, Leopold Mozart, Michael Haydn, Carl Ditters von Dittersdorf, Johann Baptist Vanhal, Georg Christoph Wagenseil, Matthias Georg Monn, Johann Gottlieb Graun, Carl Heinrich Graun, Franz Benda, Georg Anton Benda, Johann Georg Albrechtsberger, Joseph Martin Kraus, Carl Stamitz, Johann Nepomuk Hummel, Hyacinthe Jadin, François-André Danican Philidor, Pierre-Alexandre Monsigny, André Grétry, Niccolò Piccinni, Giovanni Paisiello, Domenico Cimarosa, Antonio Salieri, Antonio Sacchini, Giuseppe Sarti, Luigi Cherubini, Gaspare Spontini, Gioachino Rossini, Luigi Boccherini, Muzio Clementi, Andrea Luca Luchesi.